# Black Horse (Stepney)

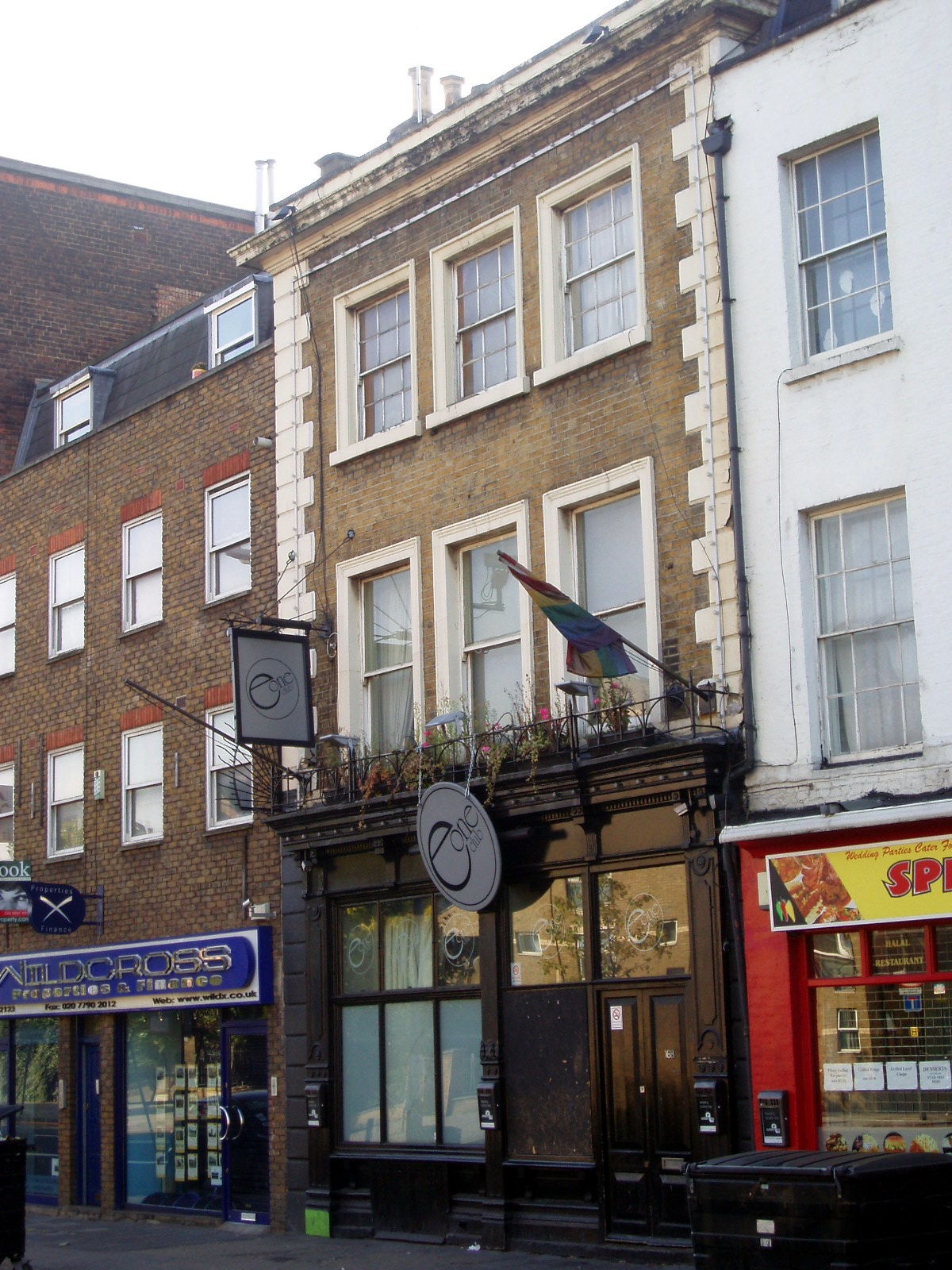
E One Club, antigo Black Horse

O Black Horse era um pub na 168 Mile End Road, Stepney, em Londres.
É um edifício listado de Grau II, construído em meados do século XIX.